# لودولف باکایزن
لودولف باکایزن (هلندی: Ludolf Bakhuizen; ۲۸ دسامبر ۱۶۳۰ – ۱۷ نوامبر ۱۷۰۸) نقاش اهل هلند بود.
وی در عصر طلایی نقاشی هلند در قرن ۱۷ میلادی زندگی می‌کرده و بیشتر آثارش با موضوع منظره‌نگاری بوده‌است.

## نگارخانه

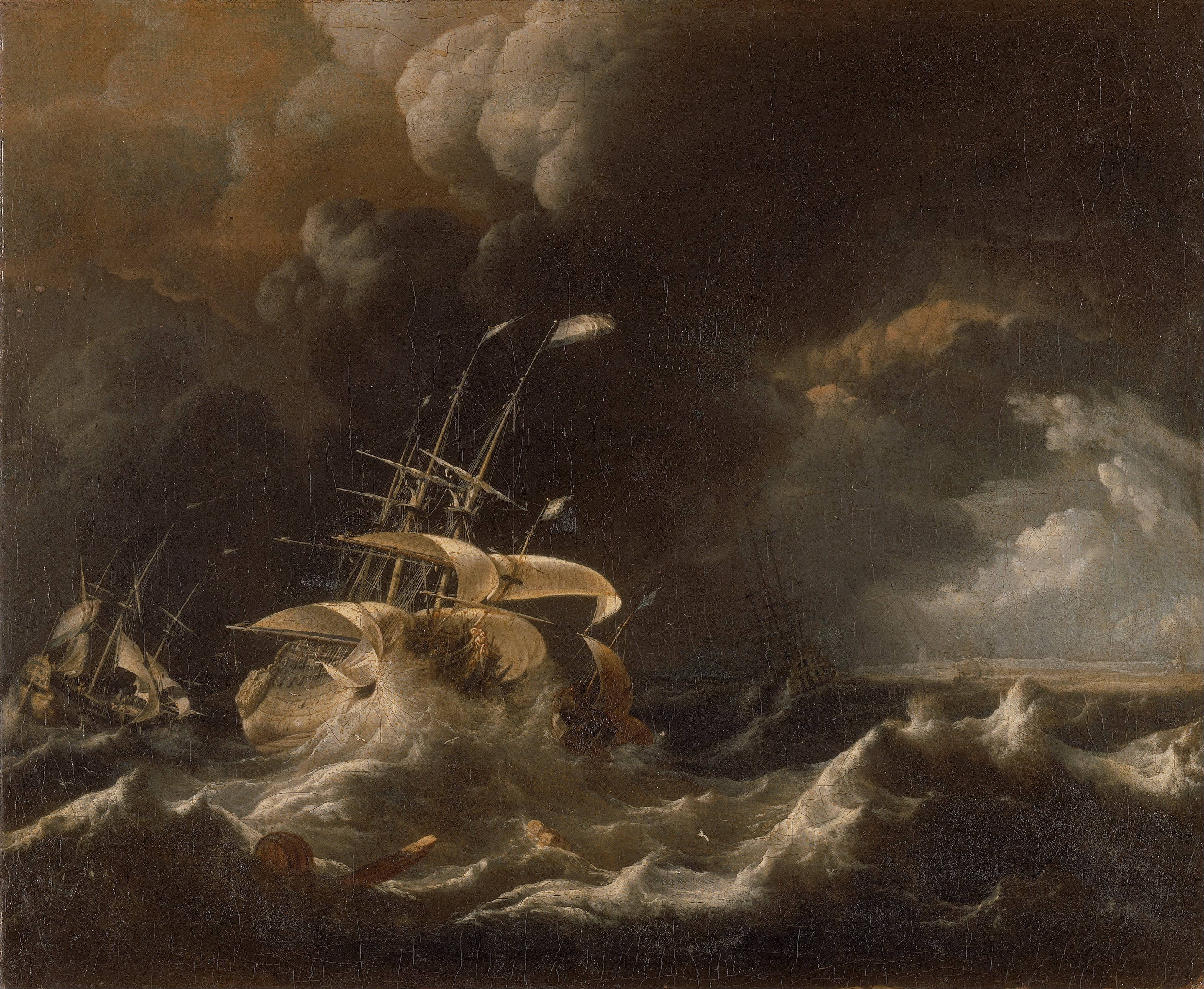
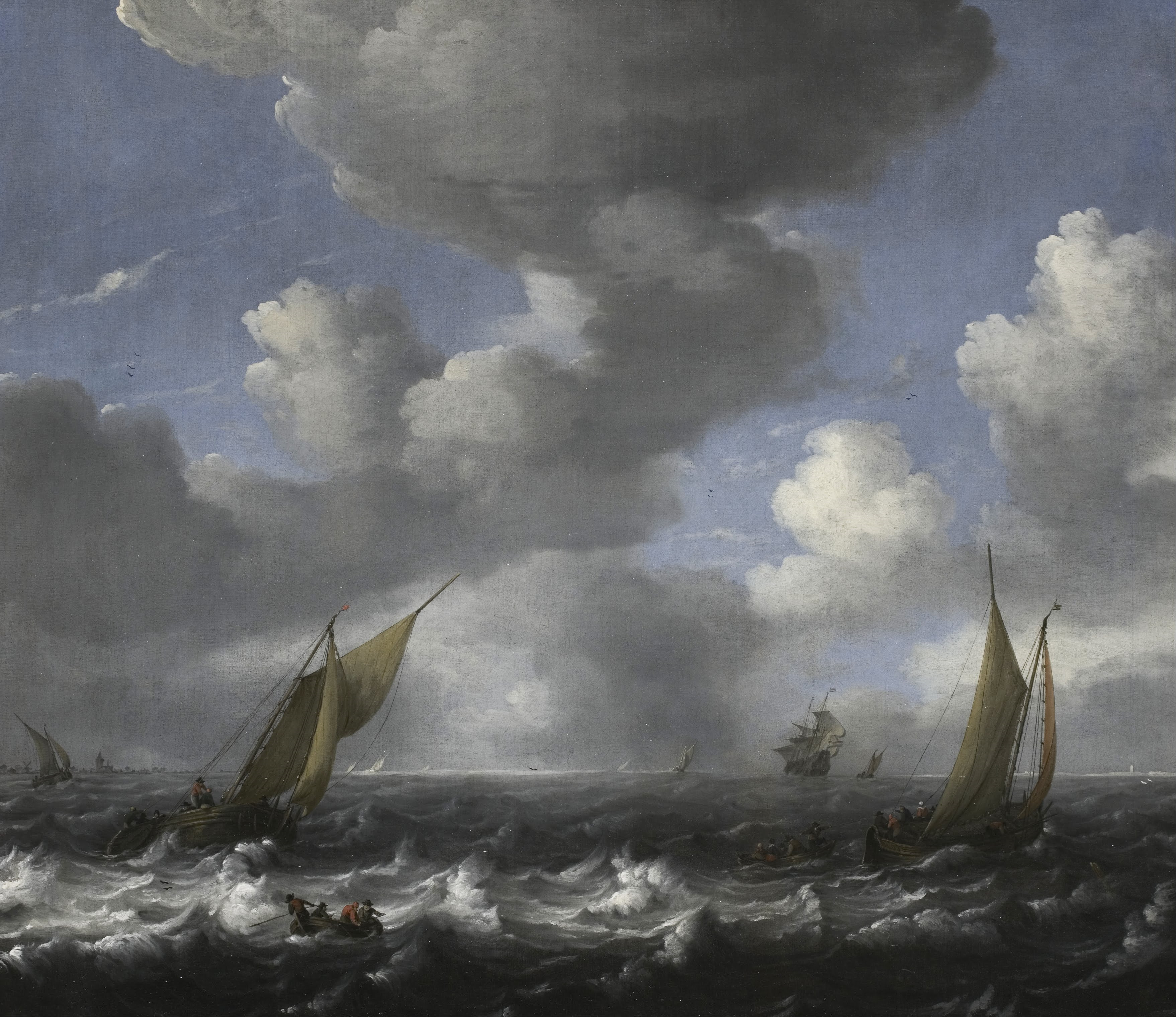
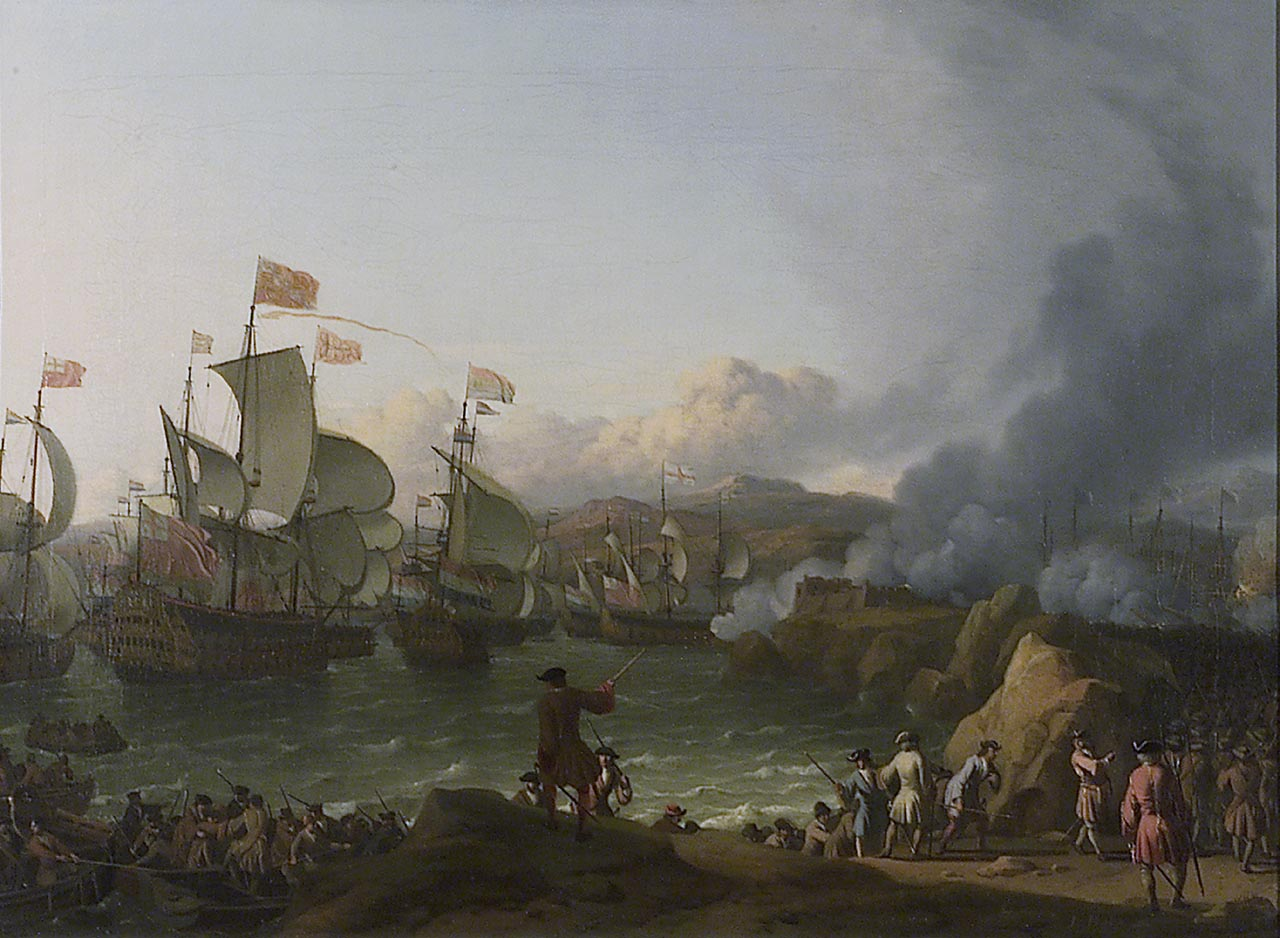
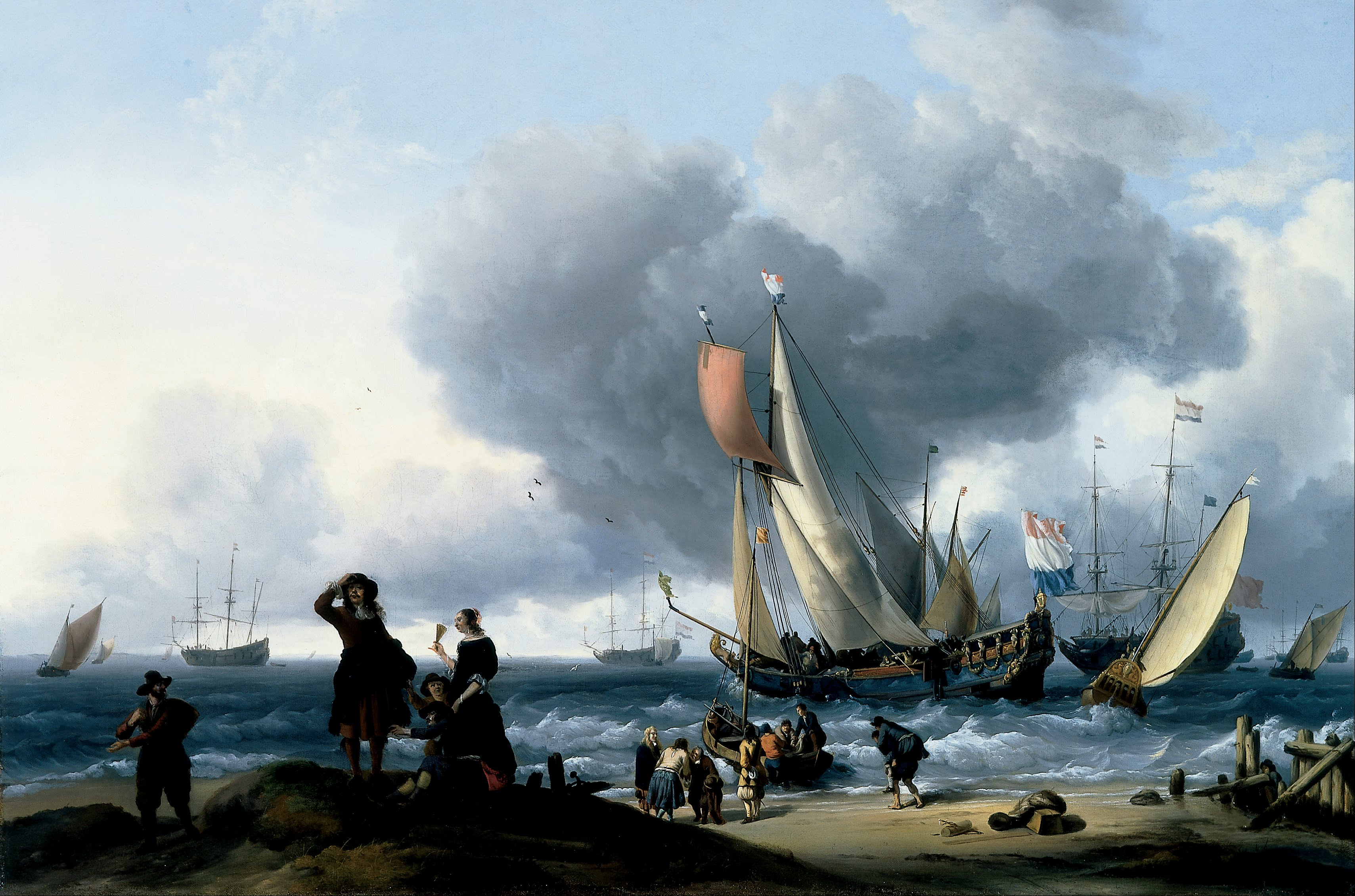
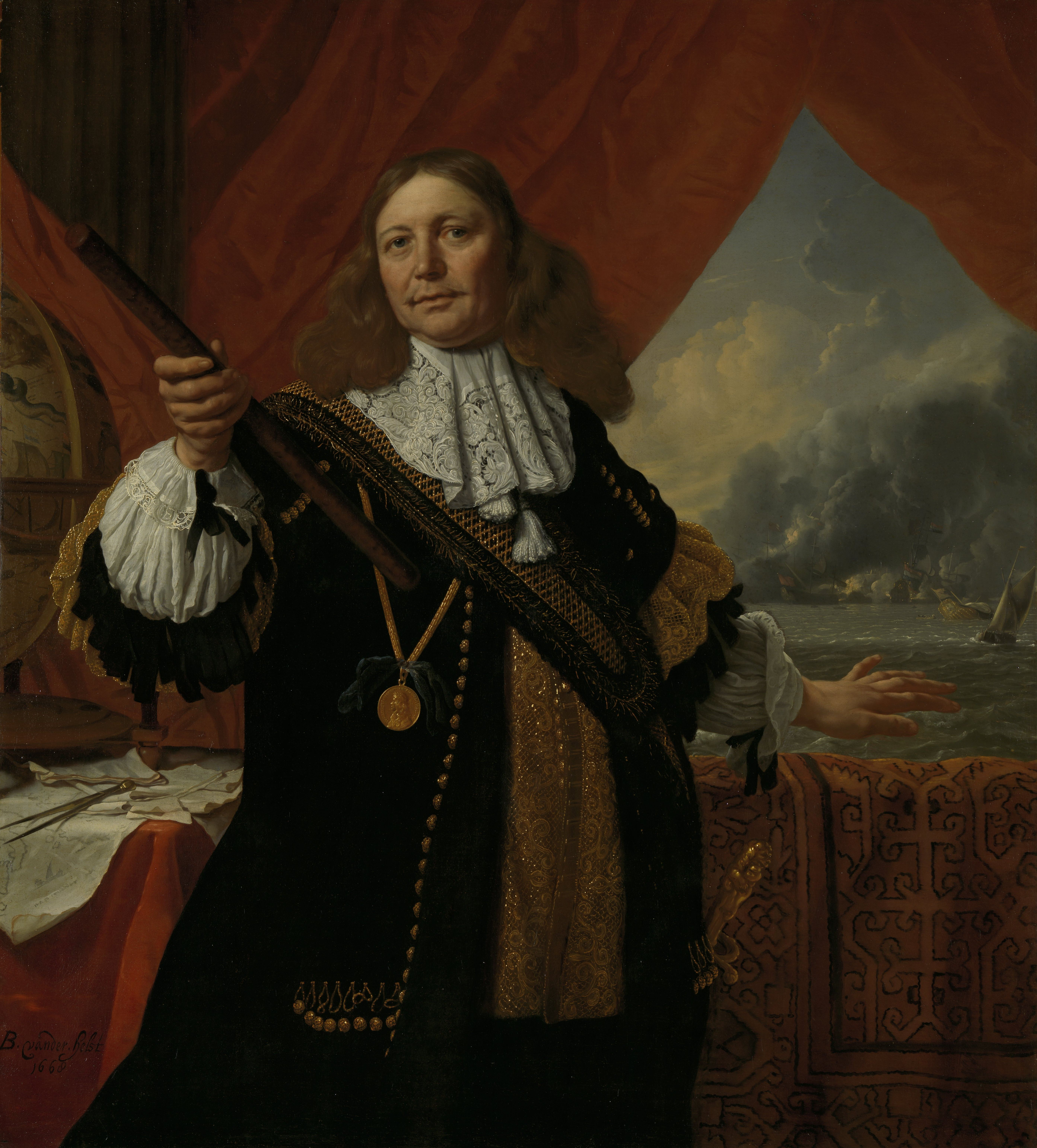